# Ceceo
Pour l’article ayant un titre homophone, voir Seseo.

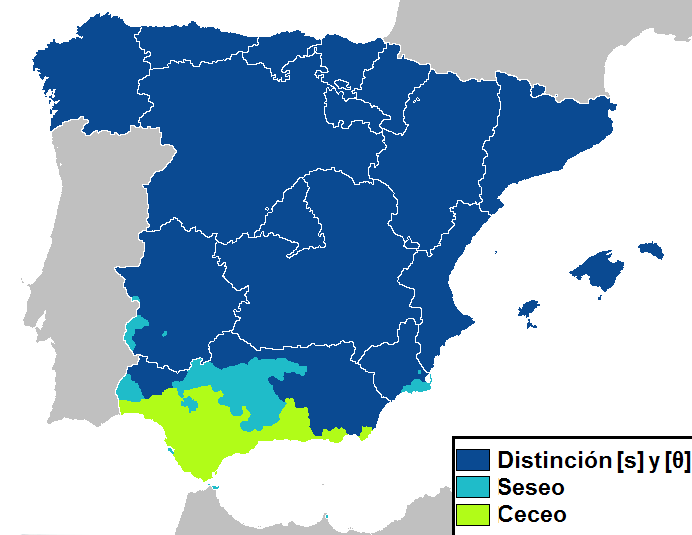
Carte présentant les limites entre les parties de l'Andalousie qui pratiquent le seseo, le ceceo ou la distinction entre le [s] et le [θ] (bien que non indiqué, la ville de Cadix est seseante)

Le ceceo [θeθeo] est un phénomène linguistique de l'espagnol, par lequel l'opposition phonologique entre les deux phonèmes [θ] et [s] (qui sont représentés respectivement par les lettres « z » ou « c » devant « e » ou « i », et « s ») se trouve neutralisée en un seul phonème [θ], réalisé par une consonne fricative dentale sourde (laminale). Ce phénomène s'oppose au Seseo, qui désigne au contraire la prononciation systématique de ces phonèmes en [s].
C'est une caractéristique qui se retrouve, en particulier, dans certaines zones où est parlé le dialecte andalou. Les données bibliographiques concernant le ceceo sont rares et récentes. Certains non spécialistes croient que c'est dû au fait que le phénomène serait exclusivement andalou (à la différence du seseo, qui est de fait pratiqué par la plus grande partie des hispanophones dans le monde). En réalité on sait que le ceceo existe et a toujours existé comme trait dialectal en Amérique hispanique. Diverses études dialectales signalent des zones de ceceo au Costa Rica, au Salvador, Nicaragua, Honduras, Venezuela, Pérou, Chili, en Colombie et en Argentine.[réf. nécessaire]

## Extension
L'extension observée de ce trait linguistique est proche de celle recueillie dans l'Atlas Lingüístico y Etnográfico de Andalucía, soit, :
- La quasi-totalité de la province de Cadix, hormis la ville de Cadix elle-même, majoritairement seseante ;
- La plus grande partie de la province de Malaga à l'exception de la zone d'Antequera ;
- La partie méridionale des provinces de Huelva, Séville et Grenade et la comarque du Poniente almeriense ;
- Certains noyaux ceceants existent également, isolés de l'ensemble majoritairement seseant, dans des villages des provinces de Jaén et Cordoue.
- Outre en Andalousie, on le retrouve dans le coin sud-est de la région de Murcie (autour de Carthagène) et au nord-ouest de la province de Badajoz[3].

Dans les principales villes andalouses non ceceantes situées en zone à domination ceceante, comme Séville et Cadix (seseantes) ou Grenade (qui pratique encore de façon prévalente la distinction entre /θ/ et /s/, avec toutefois un grand nombre de locuteurs seseants), il existe une importante population ceceante d'origine non autochtone, qui conserve dans une certaine mesure ce trait linguistique maternel.